# Frederiks Sogn (Viborg Kommune)
 For alternative betydninger, se Frederiks Sogn. (Se også artikler, som begynder med Frederiks Sogn)
Frederiks Sogn er et sogn i Viborg Østre Provsti (Viborg Stift).
I 1800-tallet var Karup Sogn anneks til Frederiks Sogn. Karup Sogn hørte til Lysgård Herred, mens Frederiks Sogn var delt mellem Lysgård Herred og Fjends Herred, begge i Viborg Amt. Trods annekteringen var både Karup og Frederiks selvstændige sognekommuner. Ved kommunalreformen i 1970 dannede de Karup Kommune, som ved strukturreformen i 2007 indgik i Viborg Kommune.
I Frederiks Sogn ligger Frederiks Kirke.

## Stednavne
I sognet findes følgende autoriserede stednavne:
- Alhede (areal)
- Benslehøj (bebyggelse)
- Firehuse (bebyggelse, ejerlav)
- Frederiks (bebyggelse)
- Grønhøj (bebyggelse, ejerlav)
- Grønhøj Nørremark (bebyggelse)
- Havredal (bebyggelse, ejerlav)
- Havredal Plantage (areal)
- Hjortedal (areal)
- Resenfelde (bebyggelse, ejerlav)
- Sandkær (bebyggelse)
- Skansen (bebyggelse)
- Skelhøje (bebyggelse)
- Stendal Plantage (areal, ejerlav)
- Storedalen (bebyggelse)
- Tohuse (bebyggelse, ejerlav)
- Trehuse (bebyggelse, ejerlav)
- Trehuse Mark (bebyggelse)
- Ulvedal Plantage (areal)
- Årestrup (bebyggelse, ejerlav)

## Historie
Frederiks Sogn har sit navn efter Frederik 5., som i 1758 i Frederiks, Grønhøj og Havredal lod opføre 75 huse til indvandrere fra Tyskland. De ca. 1.000 indvandrede (kolonister) opdyrkede heden, en ofte hård kamp hvor lyngafbrænding og pløjning med studeforspand gik forud for dyrkning af jorden.
Kolonisterne førte kartoffelplanten til Danmark, deraf navnet "kartoffeltyskere". 
Frederiks Kirke blev bygget 1766. I kirken blev der så sent som i 1870 prædiket på tysk. På alterets bagside står mindeord om Frederik 5.
Længe var sognet tyndt beboet. Frem til midten af 1800-tallet var agerbrug hovednæringsvej og uldbinding et vigtigt bierhverv. Den vigtigste afgrøde var kartoffel, desuden blev der dyrket bønner, rug og havre.

## Indbyggertal
1768: 233

1818: 409

1837: 518

1850: 580

1855: 561

1901: 860

1960: 2.134

2008: 2.785